# Ola Cohn
Carola Cohn, dite Ola Cohn, est une artiste australienne née le 25 avril 1892 à Bendigo (Victoria) et morte le 23 décembre 1964 à Cowes (Victoria). Connue avant tout comme sculptrice, elle est en particulier célèbre pour son Fairies Tree situé au Fitzroy Gardens (en) de Melbourne.

## Biographie

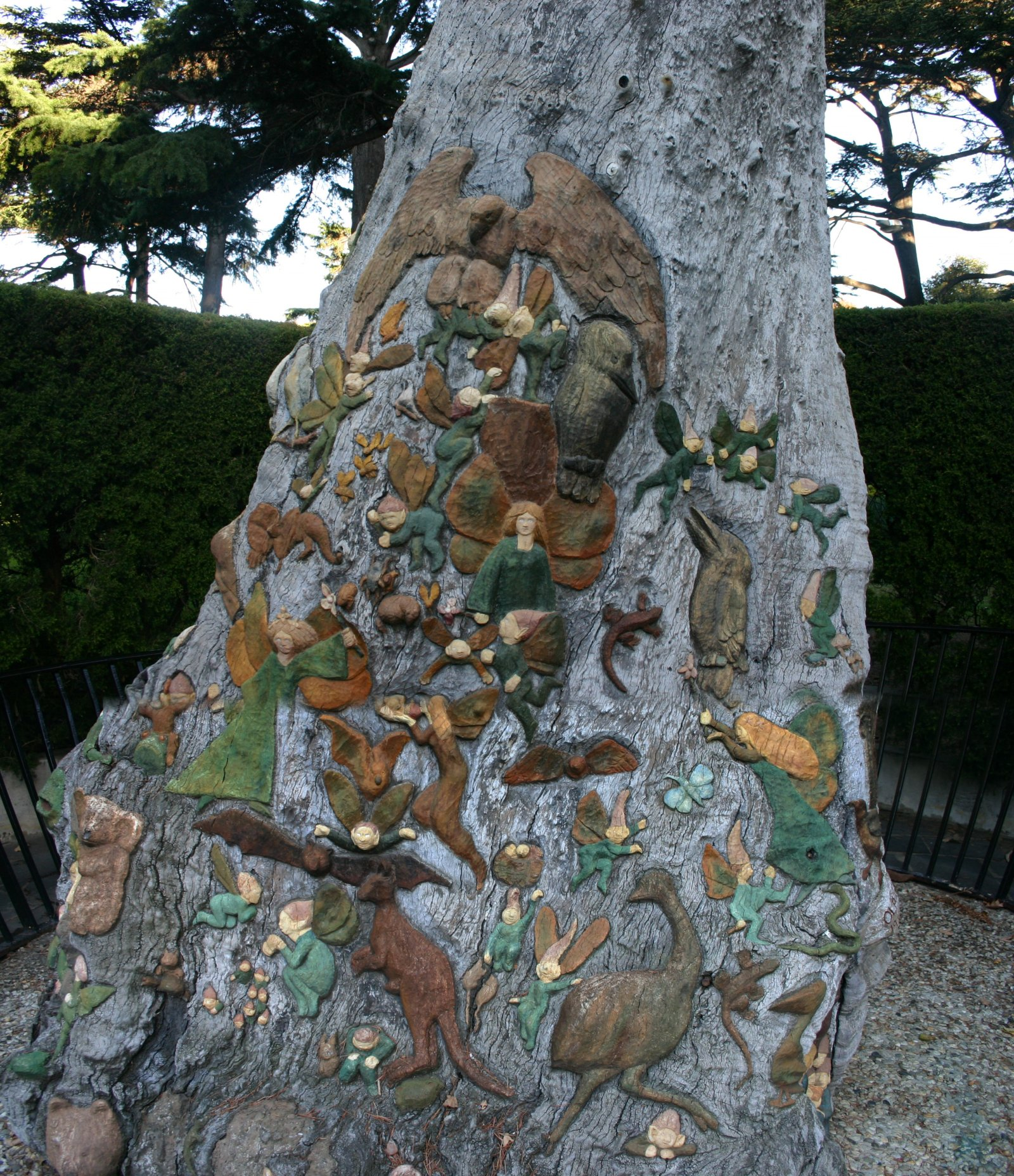
Fairies Tree

Carola « Ola » Cohn effectue sa scolarité au Girton College de Bendigo, sa ville natale, puis elle étudie le dessin et la sculpture à l'école des mines dans la même ville, avant d'intégrer le Swinburne Technical College à Melbourne et enfin le Royal College of Art à Londres.
Elle expose la sculpture Molter Child au Salon des artistes français de 1929.
Le 6 mai 1953, à l'âge de 61 ans, elle se marie avec son ami Herbert John Green.
À sa mort en 1964, la Melbourne Society of Women Painters and Sculptors se réunit dans son ancienne maison, devenue patrimoine national.

## Distinctions
En 1965, elle est décorée de l'ordre de l'Empire britannique, au rang d'officière (OBE).
Le cratère vénusien Cohn a été nommé en son honneur.